# Metroul din New York
Metroul din New York City este un sistem de transport rapid aflat în proprietatea orașului New York și administrat de New York City Transit Authority, o agenție subordonată Autorității de Transport Metropolitan (Metropolitan Transportation Authority, cunoscută și ca MTA New York City Transit). Este una din cele mai vechi și mai mari sisteme de transport public din lume, cu 468 de stații în funcțiune (423 de stații dacă stațiile conectate sunt numărate ca stații singulare);, 369 de kilometri de linii, traduse în 1056 de kilometri de cale ferată sau 1355 de kilometri incluzând și liniile auxiliare. În anul 2009 metroul a transportat peste 1579 de milioane de persoane, în medie peste 5 milioane în zilele de lucru, 2,9 milioane sâmbăta și 2,2 milioane duminica.
Metroul din New York City transportă mai puțini pasageri anual decât metrourile din Tokyo, Moscova și Seul, dar mai mulți pasageri decât toate sistemele asemănătoare din Statele Unite ale Americii la un loc. Este unul din cele 4 sisteme de transport rapid - „PATH” din Hudson, „L” din Chicago și „PATCO” New Jersey - care oferă servicii 24 de ore zilnic, 365 de zile pe an.

## Introducere
Stațiile metroului din New York sunt situate în cartierele Manhattan, Brooklyn, Queens și Bronx. Toate liniile de metrou trec prin Manhattan cu excepția liniilor Franklin Avenue Shuttle în Brooklyn, Rockaway Park Shuttle în Queens și Brooklyn-Queens Crosstown Local care face legătura numai între Brooklyn și Queens. Toate cele 468 de stații funcționează fără întrerupere timp de 24 de ore pe zi.

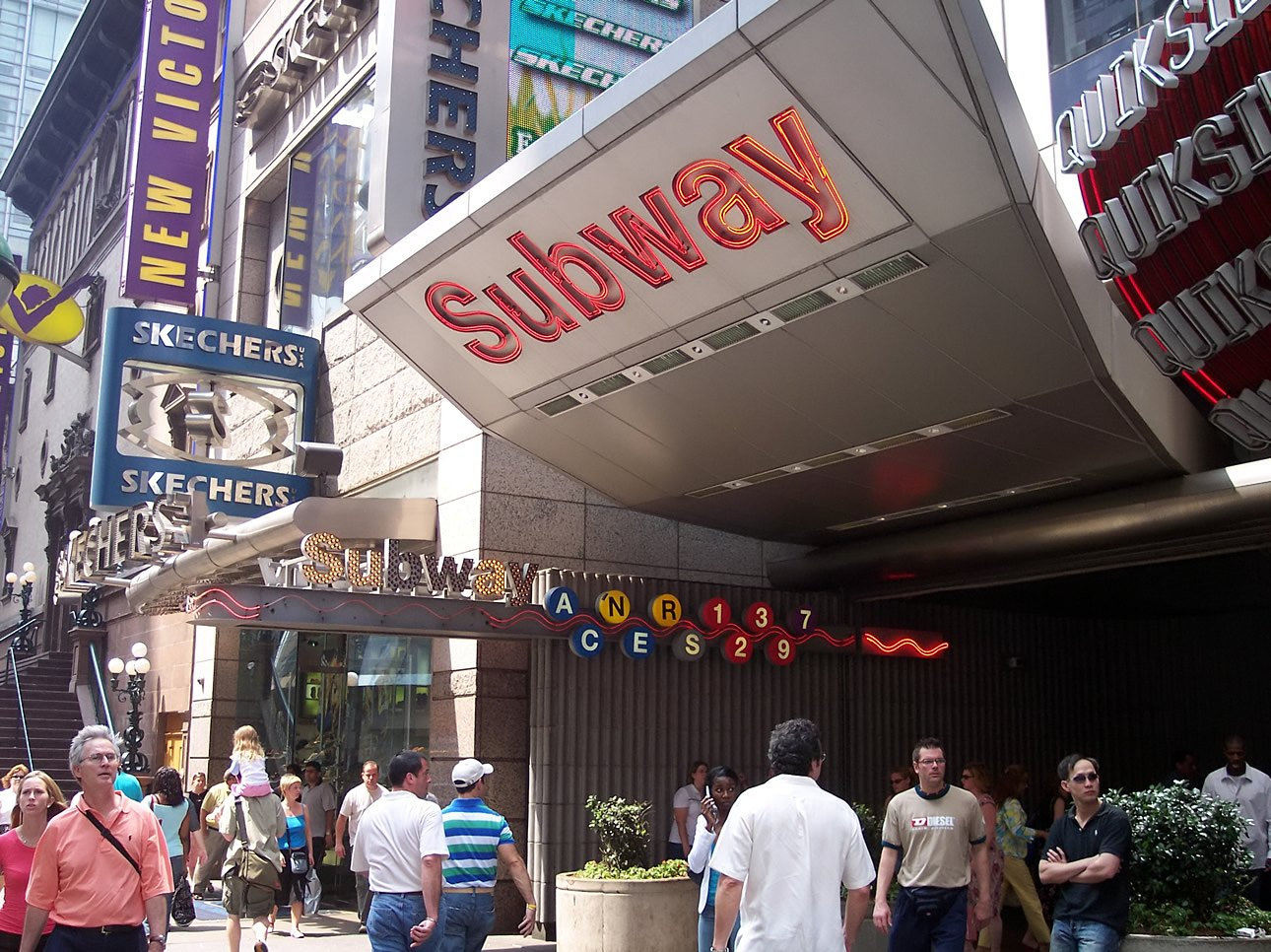
Intrarea în staţia Times square - 42nd Street, cea mai aglomerată staţie a metroului din New York City.

În anul 2005 metroul din New York City a înregistrat un record privind numărul de pasageri transportați, pentru prima dată în 50 de ani a avut 1,45 de miliarde de călători. Tendința de creștere a numărului de pasageri a continuat până în 2008. MTA a apreciat că folosirea metroului a crescut cu 6,8 procente în ianuarie și februarie din cauza creșterii prețului la benzină care i-a determinat pe pasageri să folosească transportul în comun în locul autoturismelor.
Conform informațiilor oferite de Departamentul de Stat pentru Energie, consumul de energie al metroului din New York City a fost de  2289kJ/pasager km, în timp ce consumul de energie pentru transportul cu autoturismul este de 2427 kJ/pasager km. Rezultatele furnizate pentru autoturisme sunt mai mari decât media Statelor Unite. Să conduci o mașină în New York City este mai puțin eficient din cauza mediului foarte urbanizat.
Multe magistrale și stații au servicii locale și expres. Aceste magistrale au 3 sau 4 linii de cale ferată: în mod obișnuit cele două exterioare sunt folosite de trenurile locale, iar una sau două linii interioare sunt folosite de tenurile expres. Stațiile prin care trec trenurile expres sunt de regulă puncte mari de transfer sau de destinație. Magistrala BMT Jamaica folosește un sistem în care pe anumite porțiuni trenurile nu opresc în toate stațiile în timpul orelor de vârf. Astfel, dacă două trenuri merg în aceeași direcție, fiecare va opri în alte stații.

## Istoric

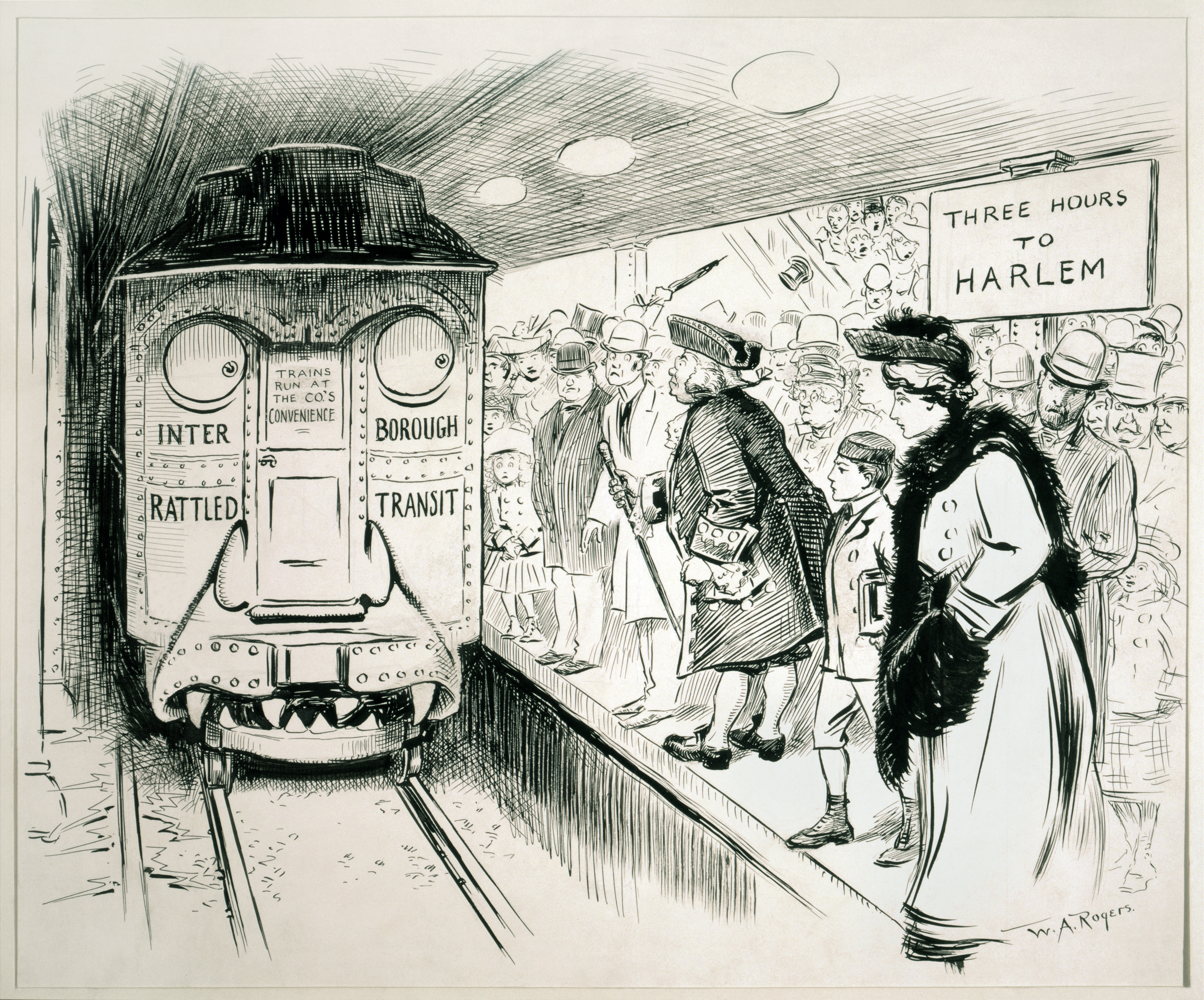
Caricatură cu privire la serviciile IRT din 1905. IRT este interpretat ca „Interborough Rattled Transit”, adică „Transportul speriat între cartiere”.

În 1869 Alfred Ely Beach a fost primul care a construit un model de transport subteran în New York City. Sistemul de numai 95 de metri construit sub Broadway în Manhattan a expus ideea sa de metrou pus în mișcare de tehnologia tuburilor pneumatice. Tunelul nu a fost niciodată extins din motive politice și financiare, deși extinderi erau plănuite a fi făcute către sud spre Battery Park și spre nord către Harlem River. Metroul lui Beach a fost demolat când magistrala BMT Broadway a fost construită în 1910, astfel nu a fost integrat în sistemul metroului din New York City.
Prima magistrală a fost operațională în 27 octombrie 1904, după aproape 35 de ani de la inaugurarea primei linii de transport aeriene din New York City, IRT Ninth Avenue Line. Căderile masive de zăpadă din 1888 au dovedit beneficiile unui sistem de transport subteran. Cea mai veche structură încă în funcțiune, inaugurată ca parte a liniei BMT Lexington Avenue este acum o parte a liniei BMT Jamaica din Brooklyn. Cea mai veche cale ferată în linie dreapta, cea a BMT West End Line a fost utilizată în 1863 drept cale ferată pentru trenuri cu abur numită Calea Ferată Brooklyn, Bath și Coney Island. Căile Ferate din Staten Island, care au fost inaugurate în 1860, utilizează în prezent vagoanele specifice metroului new-yorkez, R44, dar nu au nicio legătură cu acesta și nu sunt considerate o parte a metroului.

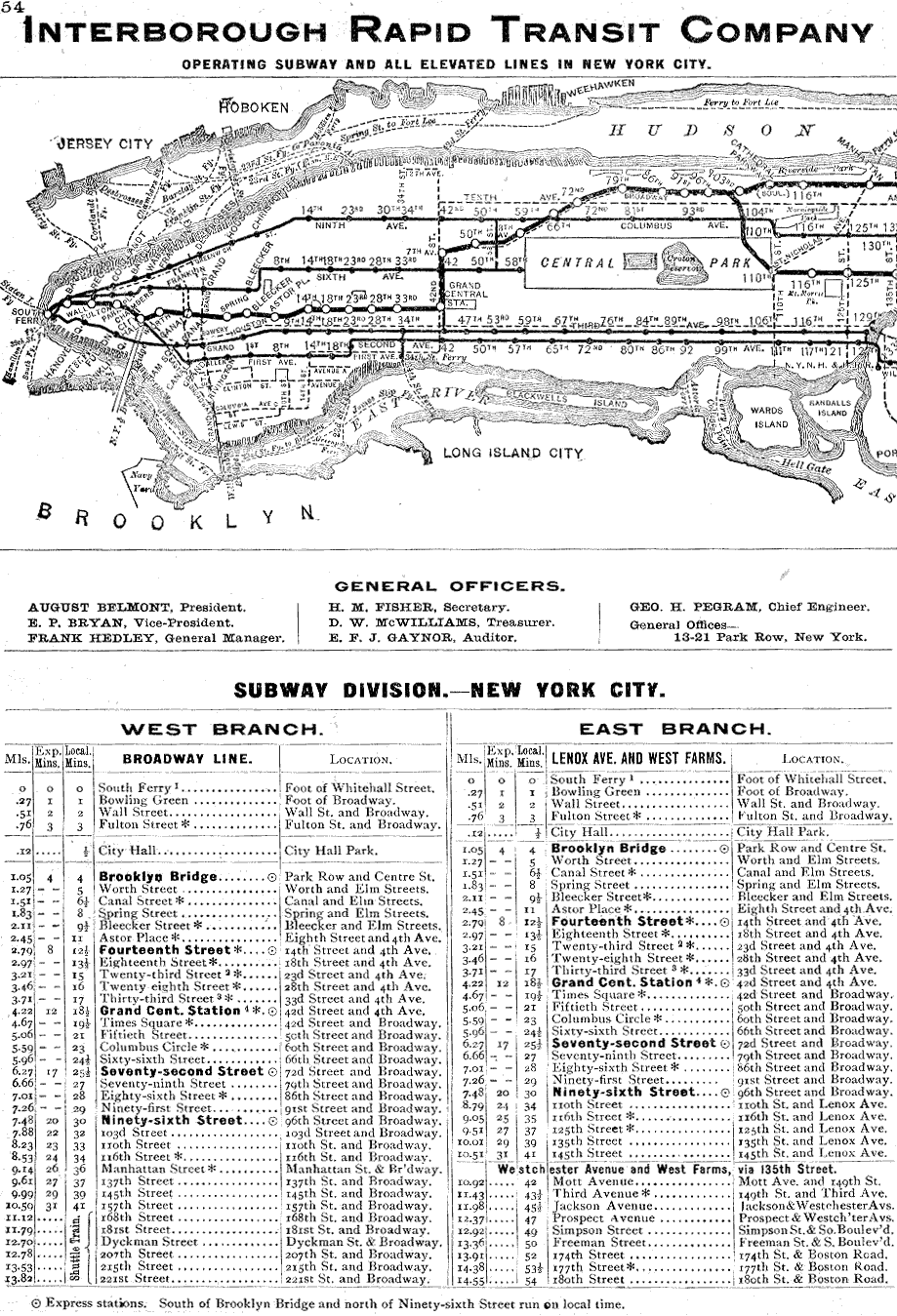
O hartă din 1906 a IRT (Interborough Rapid Transit) în Manhattan

Pe vremea când s-a deschis prima magistrală subterană, liniile erau deținute de două companii private, Brooklyn Rapid Transit Company (BRT), mai târziu numită Brooklyn-Manhattan Transit Corporation (BMT), și Interborough Rapid Transit Company (IRT). Municipalitatea era foarte implicată: toate liniile construite de IRT și majoritatea liniilor construite sau modernizate de BRT după 1913 erau plătite de municipalitate și închiriate celor două companii. Prima linie aflată în proprietatea municipalității și operată de aceasta a fost Independent Subway System (IND) inaugurată în 1932; acest sistem intenționa să intre în competiție cu sistemele private și să permită ca unele linii aeriene să fie închise, dar a fost păstrată în centrul orașului datorită capitalului mic de pornire dat de municipalitate.
În 1940 cele două sisteme private au fost cumpărate de municipalitate; unele linii aeriene au fost închise imediat, iar altele au fost închise mai târziu. Integrarea a fost lentă, dar câteva stații de tranzit au fost construite între IND și BMT, operate de un departament numit B Division. Deoarece tunelele IRT aveau ecartament îngust, stațiile erau prea mici pentru a suporta vagoanele folosite de B Division și tunelurile aveau curbe prea strânse pentru vagoanele B Division, IRT a rămas un departament separat, numit A Division.
Autoritatea de Transport a Orașului New York (New York City Transit Authority) a fost creată în 1952 pentru a administra transportul cu metroul, autobuzele și mașinile orașului și a fost plasată sub controlul statului New York în 1968.
În 1934, muncitorii care lucrau la BRT, IRT și IND au înființat Sindicatul Lucrătorilor din Transporturi din America (Transport Workers Union of America), care avea o ramură locală numită Local 100. Local 100 a devenit cel mai influent sindicat. De când uniunea a fost înființată au avut loc trei greve mari. În 1966 muncitorii au intrat în grevă pentru 12 zile, iar în 1980 pentru 11 zile. Pe 20 decembrie 2005 membrii sindicatului au intrat în conflict cu MTA cu privire la salarii, pensii, vârsta de pensionare și asigurări de sănătate. Greva a durat mai puțin de 3 zile.

### Metode de construcție

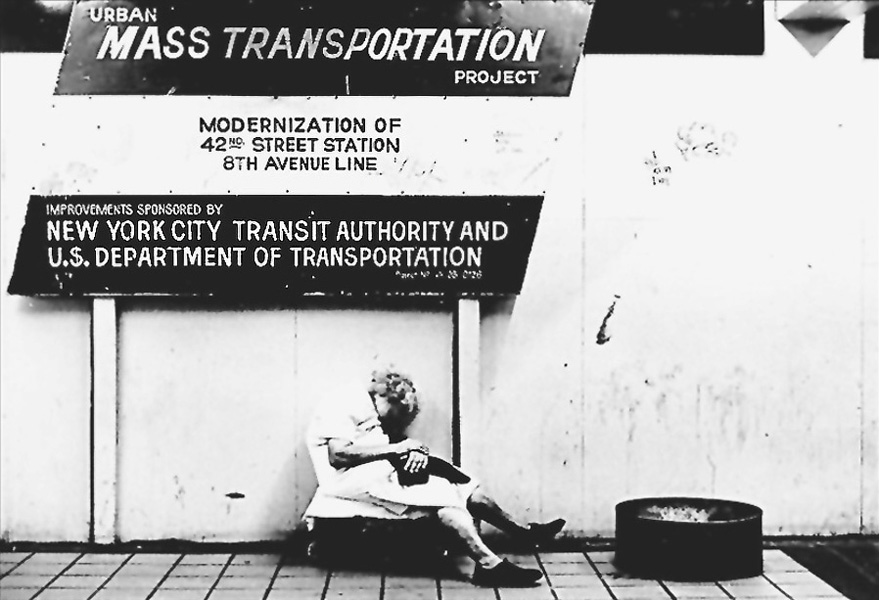
Staţia de metrou 42nd Street modernizată, 1987.

Când IRT a devenit operațional în 1904, metoda obișnuită de construire a tunelurilor era aceea de a săpa șanțuri largi care erau ulterior acoperite. Strada era „sfâșiată” pentru săparea tunelului, apoi era reconstruită. Această metodă a fost bună pentru a săpa în solul moale și cu pietriș din apropierea suprafeței. Totuși, pentru secțiuni aflate la adâncimi mai mari s-au folosit galerii miniere, ca Harlem și East River, unde s-au folosit tuburi din fontă, sau unele secțiuni de sub Park Avenue și de sub Broadway unde s-a folosit fie piatra, fie betonul pentru susținerea tunelului.
Aproape 40% din transportul „subteran” funcționează de fapt la suprafață sau pe linii aeriene, inclusiv pe structuri din oțel sau fontă, viaducte de beton, terasamente și linii situate pe suprafața pământului. Toate aceste metode de construcție sunt complet separate de șosele și de căile pietonale, iar cele mai multe intersecții de linii sunt separate în plan vertical, prin poduri.

## Linii și itinerare

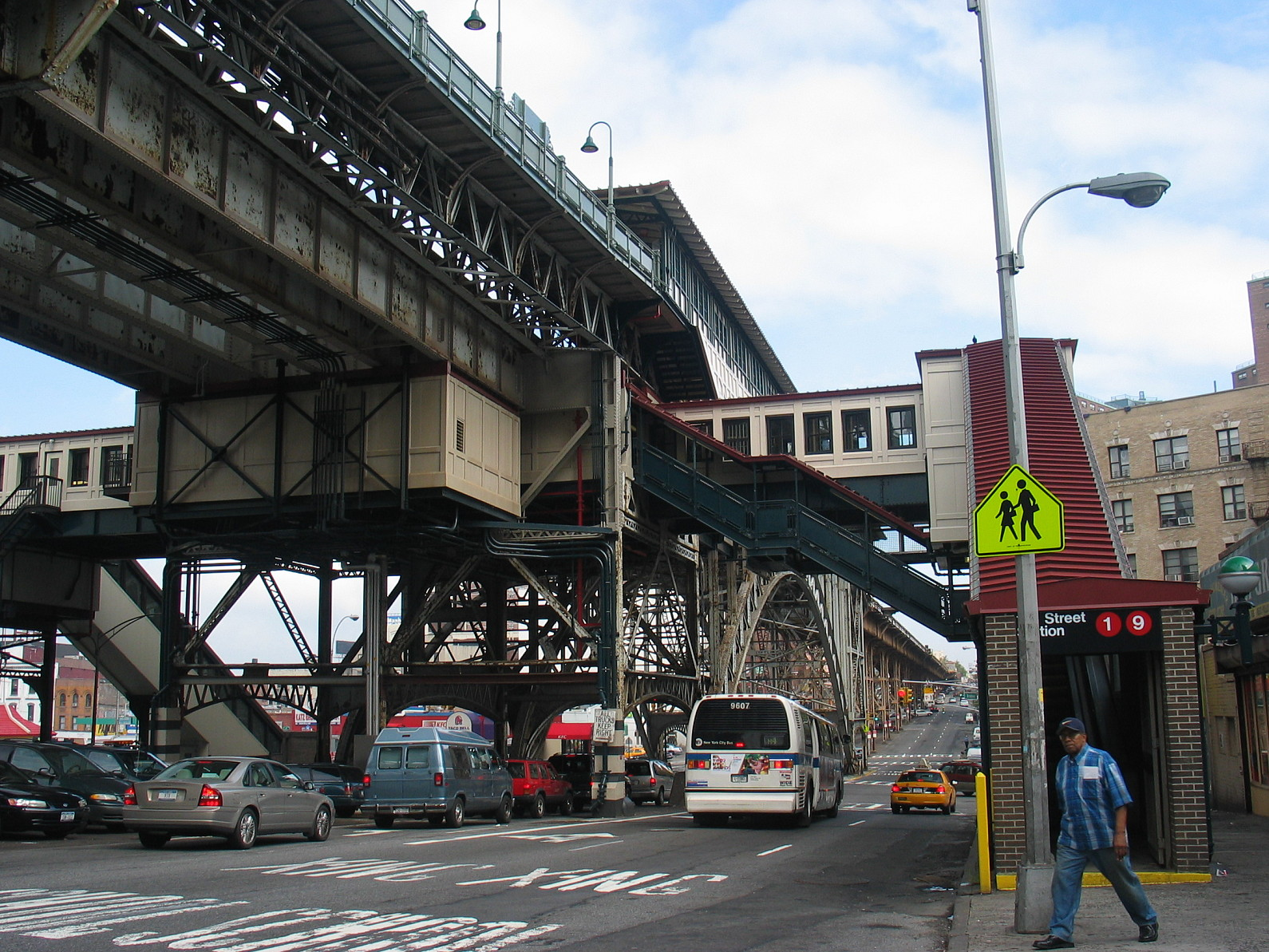
Staţia 125th Street pe Linia Seventh Avenue

Harta funcţionării metroului în timpul nopţii

Multe sisteme de transport rapid au rute care nu prea se schimbă, așa că „linie” e sinonim cu „itinerar”. În New York, itinerariile (rutele) se schimbă adesea atunci când sunt deschise noi conexiuni sau se schimbă modelul serviciilor. Linia descrie sistemul fizic de rețele de cale ferată pe care trenul rulează în drumul său de la un terminal la altul.
Pe vagoanele vechi de metrou, ca, de exemplu, R32, panoul referitor la itinerar indică punctul final din nord în partea de sus și punctul final din sud în partea de jos.
Itinerarele (denumite și servicii) sunt denumite cu litere sau numere. „Liniile” au nume. Fără a intra în subtilități, în vorbirea curentă, serviciile (itinerarele, rutele) care poartă nume sau litere sunt adesea denumite „linii”. Literele și numerele sunt folosite și pentru a denumi trenurile (ca de exemplu cântecul lui Billy Strayhorn „Take the A Train”). Aceeași terminologie este folosită și de Metroul din Taipei.
Sunt 24 de rute de transport feroviar în sistemul metroului, inclusiv 3 servicii de navetă rapidă. Fiecare rută are desemnată o culoare reprezentând itinerarul principal din Manhattan și este etichetată ca locală sau expres. O culoare distinctă este alocată în exclusivitate liniei Crosstown deoarece aceasta operează în întregime în afara Mahattan-ului; serviciile de navetă sunt toate gri închis. Fiecare serviciu este asemenea denumit după ruta principală din Manhattan (sau din alt cartier). Din aceste motive, Metroul din New York City este, probabil, cel mai complex sistem de acest fel din lume.
Deși trenurile opresc în toate stațiile, în timpul nopții unele din rute nu funcționează sau trenurile folosesc rute diferite. În plus față de aceste schimbări care sunt efectuate după anumite orare, pentru că nu există o închidere totală în timpul nopții pentru întreținere, operațiile de mentenanță trebuie făcute în stații și asupra trenurilor în timp ce sistemul este operațional. Pentru acest motiv serviciile sunt de regulă schimbate în timpul nopții și în zilele de sfârșit de săptămână.
Schema actuală de culori ilustrată în hărțile oficiale ale metroului a fost propusă de R. Raleigh D'Adamo, un avocat care a participat la un concurs sponsorizat de Autoritatea de transport în 1964. D'Adamo a propus înlocuirea hărții care folosea numai trei culori (reprezentând cele trei entități care operau rețeaua subterană) cu o hartă care folosește culori diferite pentru fiecare linie. Propunerea lui D'Adamo s-a clasat pe primul loc împreună cu alte două propuneri care au convins Autoritatea de transport să adopte o schemă cu mai multe culori. (După aceea D'Adamo a câștigat un masterat în planificarea transporturilor și inginerie la Institutul Politehnic din Brooklyn și a lucrat pentru autorități de transport; a fost responsabil de organizarea și construcția a ceea ce astăzi este Sistemul de transport cu autobuzul din Westchester Conunty). Totuși, liniile nu sunt denumite după culorile care le reprezintă (Linia Albastră, Linia Verde), deși culorile le sunt atribuite prin intermediul grupului.

### Harta metroului

Hartă a metroului din New York.

Hărțile oficiale actuale ale Metroului din New York City se bazează pe un desen din 1979. Hărțile sunt în general corecte din punct de vedere geografic, cu excepția districtului Staten Island ale cărui dimensiuni au fost mult reduse. Harta este oricum folositoare turiștilor întrucât străzile importante sunt indicate pe lângă stațiile de metrou care le deservesc. Cea mai nouă ediție a hărții, care a apărut pe 27 iunie 2010, include ultimele schimbări și de asemenea prezintă Manhattan-ul mai mare decât este și Staten Island mai mic.
În parte, motivul pentru care harta arată astfel în prezent este acela că primele hărți, din dorința de a fi estetice, nu erau corecte din punct de vedere geografic. Harta desenată de Massimo Vignelli, publicată de MTA între 1974 și 1979 a fost recunoscută de atunci ca modernă și clasică, în același timp; totuși MTA a cerut ca harta să fie înlocuită din cauza erorilor de geografie.
Sunt câteva hărți produse de neoficial care se găsesc online sau tipărite ca, de exemplu harta Hagstrom.

## Facilitățile din stații

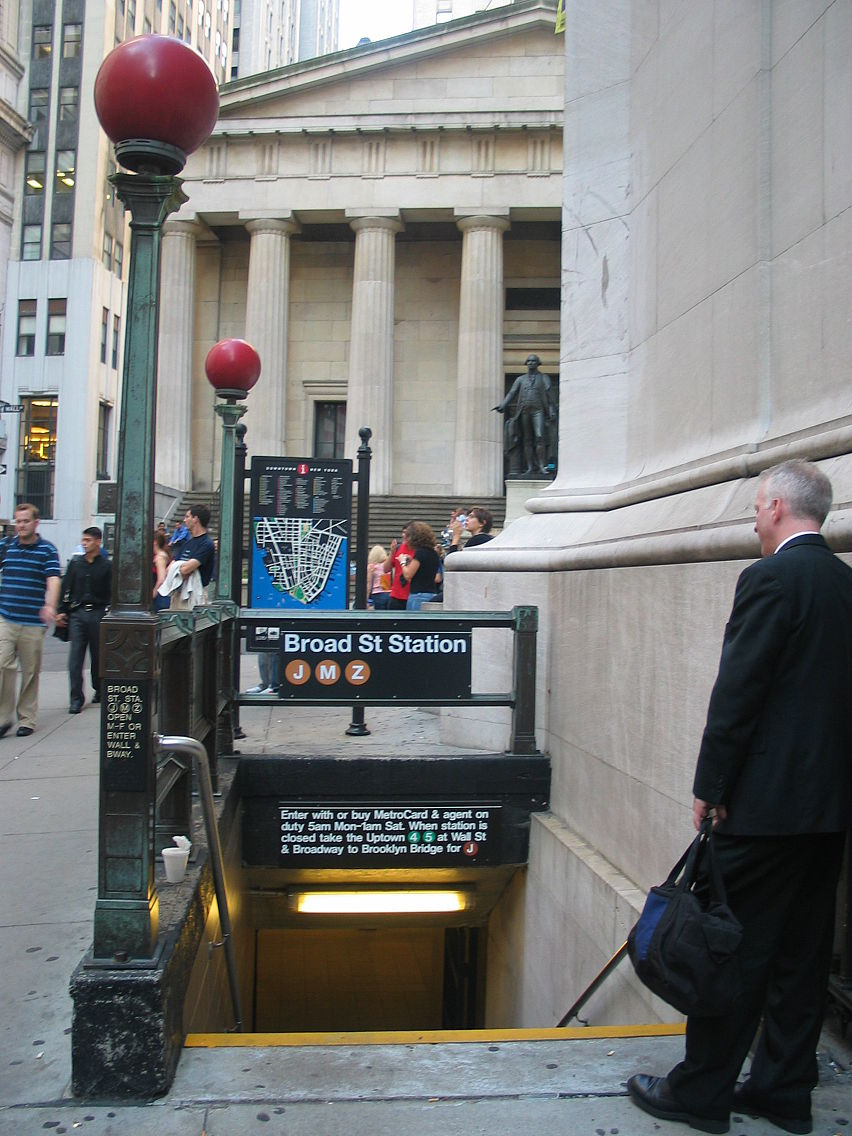
Intrarea în staţia Broad Street cu lămpi roşii

#### Dirijarea fluxului de călători în stații
Multe stații au mezanine. Acestea le permit călătorilor să coboare la metro prin mai multe intrări și să ajungă la peronul corect fără să mai treacă strada înainte de a intra. De asemenea, mezaninele le permit călătorilor să treacă de la peroanele pentru trenurile către centrul orașului la cele pentru trenurile către cartiere, ceea ce este foarte util atunci când căile de rulare locale sunt închise pentru reparații.
Pasagerii intră în stația de metrou pe scări spre chioșcuri și automate pentru a plăti prețul călătoriei, folosind în prezent cardul pentru metrou (MetroCard). După ce cardul este trecut prin aparatul automat de control, călătorii își continuă drumul către peroane. În unele cartiere exterioare și în nordul Manhattan-ului sunt linii aeriene care au stații la care pasagerii urcă pe scări, pe scări rulante sau cu liftul.

#### Lămpile sferice
În partea de sus a intrării în stație au fost montați stâlpi (unul sau doi) care susțin lămpi (una sau două) colorate și de formă sferică.  Înainte de introducerea MetroCard-ului în 1994, aceste lumini indicau valabilitatea stației. Dacă lumina era verde, însemna că stația era deschisă și intrarea la metrou era posibilă 24 de ore. Dacă lumina era galbenă, însemna că stația era deschisă numai pe timpul zilei. O lampă de culoare roșie indica faptul că intrarea nu era posibilă, întrucât deschiderea funcționa numai ca ieșire. S-a renunțat într-un final la lămpile galbene care au fost înlocuite cu lămpi roșii. Astăzi sistemul are următoarele semnificații: lămpile verzi arată că intrarea funcționează 24 de ore pe zi, iar lămpile roșii, că intrarea nu funcționează 24 de ore pe zi.

#### Peroanele
O stație obișnuită are peroane de 150-180 de metri lungime pentru a permite unui număr mare de oameni să aștepte. Din cauza numărului mare de linii de tranzit, un peron servește mai multe rute (spre deosebire de alte sisteme asemănătoare ca Metroul din Paris, dar asemănător cu unele rute ale Metroului din Londra). Pasagerii trebuie să fie atenți la panourile de afișaj de la intrarea la peron pentru a vedea ce tren oprește și când, apoi să fie atenți la panoul montat pe tren pentru a vedea numărul acestuia.
Sunt mai multe configurații posibile pentru peroane:
- pe o linie cu două căi de rulare, stația va avea fie un peron central folosit de trenurile care merg în ambele direcții, fie două peroane laterale, câte una pentru fiecare cale de rulare.
- pe o linie cu trei căi de rulare, stațiile locale au peroane laterale, iar trenul care circulă pe linia din mijloc nu oprește în stația respectivă. Stațiile expres au două peroane centrale, pe fiecare parte a căii de rulare din mijloc. Trenurile care sosesc pe calea de rulare din mijloc deschid ușile pe partea dreaptă, de regulă.
- pe cele mai multe dintre liniile cu patru căi de rulare, stațiile locale au două peroane laterale, câte una pentru fiecare direcție. În stațiile expres sunt două peroane centrale, una pentru cursele locale și exprese într-o direcție, iar cealaltă pentru cursele locale și exprese din cealaltă direcție.

În câteva cazuri, stații care au 4 căi de rulare au două peroane centrale pentru cursele expres și două peroane laterale pentru liniile din margine, care deservesc curse locale. Aceasta este situația a numai trei stații situate în apropierea gărilor importante unde următoarea stație de metrou de-a lungul liniei este de asemenea o stație expres cu configurația obișnuită. Scopul pentru care peroanele au fost astfel împărțite a fost acela de a preveni ca, la mulțimea de oameni care așteaptă în stație, să se adauge și cei care vor să schimbe liniile expres cu linii locale sau invers.

### Opere de artă
Multe stații sunt decorate cu plăci de faianță complicate, unele dintre acestea datând din 1904, când metroul a fost dat în folosință. Tradiția decorării artistice cu plăci de faianță continuă și astăzi. Programul „Arta pentru transport” supraveghează ce se expune în spațiile care aparțin metroului. Instalații permanente, ca sculpturi, mozaicuri sau fotografii expuse în cutii luminate ori muzicieni care cântă în stații îi atrag pe oameni să folosească transportul în comun. În plus, operele de artă executate la cerere și miniaturile denumite art card, pe unele dintre acestea fiind scrise poezii, sunt forme de publicitate în trenuri. Unele opere sunt creația unor artiști recunoscuți la nivel internațional, ca mozaicul intitulat „Blooming” realizat de Elizabeth Murray, expus în stația Lexington Avenue/59th Street de pe linia BMT Broadway.

### Accesul persoanelor cu dizabilități

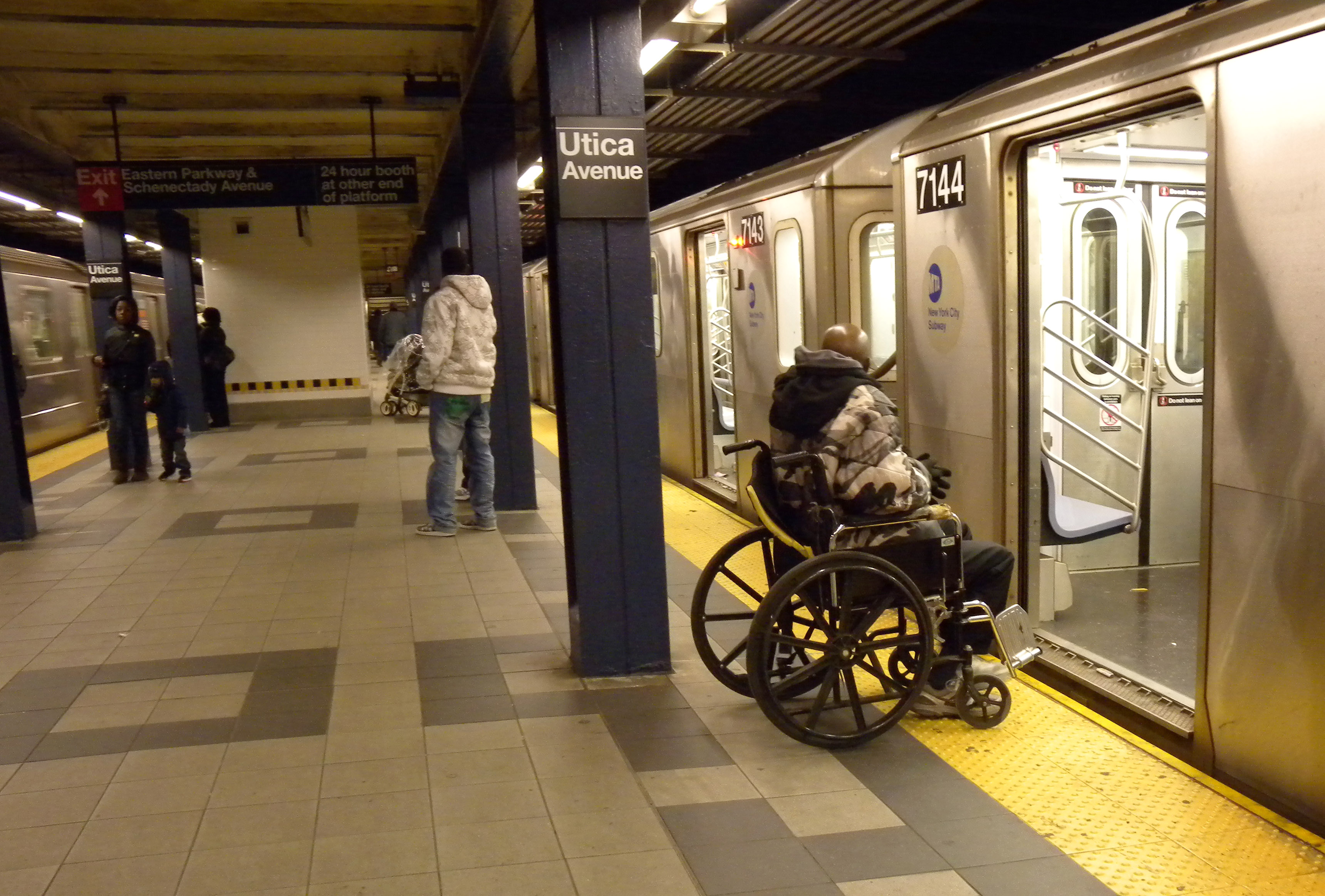
Staţia Crown Heights – Utica Avenue de pe linia IRT Eastern Parkway este una din staţiile care au devenit accesibile pentru persoanele cu dizabilităţi după reconstrucţie

Cum mare parte din metrou a fost construit înainte de 1990, anul în care a fost adoptată Legea privind cetățenii americani cu dizabilități, stațiile metroului din New York nu au fost adaptate pentru a permite accesul ușor al persoanelor cu handicap. De atunci, lifturile au fost construite în stațiile noi cu respectarea dispozițiilor legii menționate. În plus, MTA a identificat stații-cheie importante din punctul de vedere al traficului și/sau al poziției geografice, care trebuie să se conformeze cu standardele legii când vor fi renovate total. Începând cu luna august 2009, un număr de 82 stații sunt accesibile acestor persoane.

### Divertisment

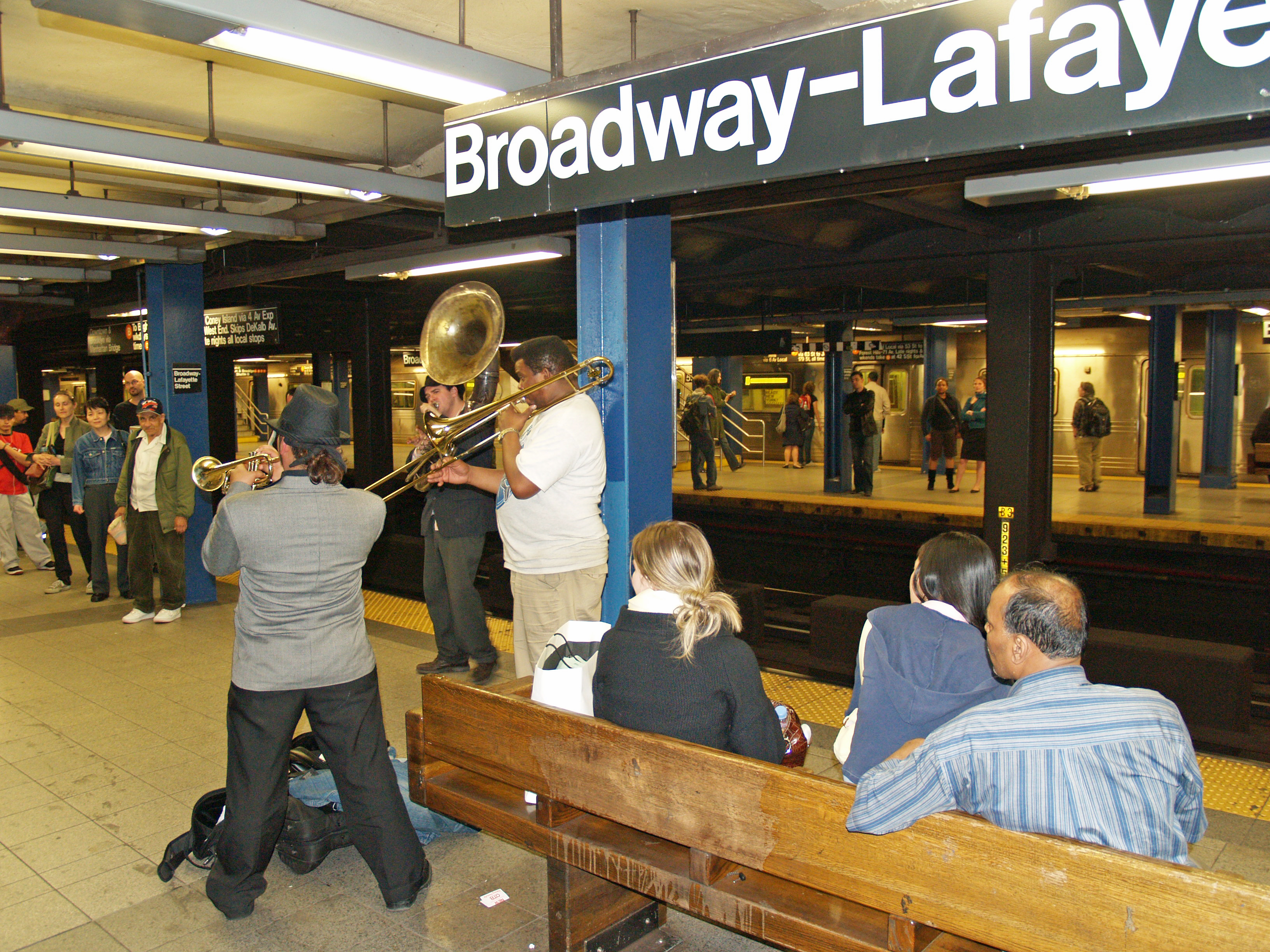
O scenă tipică pentru metroul new-yorkez cu muzicieni care cântă pe peronul staţiei Broadway Lafayette St.

Începând cu anul 1987, MTA a sponsorizat programul „Music Under New York” (Muzica de sub New York) prin intermediul căruia muzicienii participă la un concurs, iar câștigătorii sunt desemnați să cânte în locurile preferate, cu trafic mare de pasageri. În fiecare an sunt verificate cererile depuse și aproximativ 70 de performeri eligibili sunt selectați să participe la audițiile care se țin într-o singură zi.
În prezent, mai mult de 100 de soliști și de grupuri participă la acest program asigurând mai mult de 150 de concerte în 25 de locuri. De exemplu, domnul M. Salieu Suso din gambia cântă la kora (instrument african cu coarde) în stația Union Square.

### Toalete
Nu sunt prea multe toalete în metroul din New York City: sunt numai 129 de toalete în 77 din cele 468 de stații. Multe toalete construite în trecut au fost închise de-a lungul timpului și au fost transformate în spații de depozitare pentru uzul exclusiv al angajaților. Totuși, sunt câteva stații mari care au toalete în funcțiune. Toaleta din stația 125th Street din Manhattan a fost închisă din cauza distrugerii repetate a obiectelor de mobilier.

### Comerț
Unele peroane au standuri de ziare care vând și produse alimentare. MTA a instalat spații de vânzare în câteva stații.
Conform datelor deținute de MTA, metroul din New York City găzduiește 345 de magazine, care au creat un venit de 70 de milioane de dolari din chirii și taxe de licențiere în anul 2009. MTA continuă să facă eforturi să atragă vânzători care să deschidă diferite magazine în spațiile metroului.

### Conexiuni
Transferuri rapide și conexiuni cu alte terminale: Amtrak (companie aflată sub administrație federală care asigură transport pe calea ferată de tip intercity), Long Island Rail Road (companie de cale ferată care asigură transportul navetiștilor din suburbii către centrul orașului), AirTrain JFK (sistem de transport în comun cu trenul care asigură legătura Aeroportului Internațional John F. Kennedy cu orașul), Metro-Nord Railroad (un alt sistem de transport în comun pe cale ferată care asigură legătura orașului cu suburbiile din nord și cu statul Connecticut), New Jersey Transit (un sistem de transport în comun care operează autobuze și trenuri și care asigură legătura orașului cu orașele apropiate și cu Philadelphia) și Port Authority Trans-Hudson (prescurtat PATH, un sistem de transport rapid pe calea ferată care elagă orașul de New Jersey), sunt disponibile în anumite stații. Există și conexiuni cu terminalele de feribot pentru districtul Staten Island și cu stațiile de autobuz locale sau care asigură transportul între orașe.

## Materialul rulant

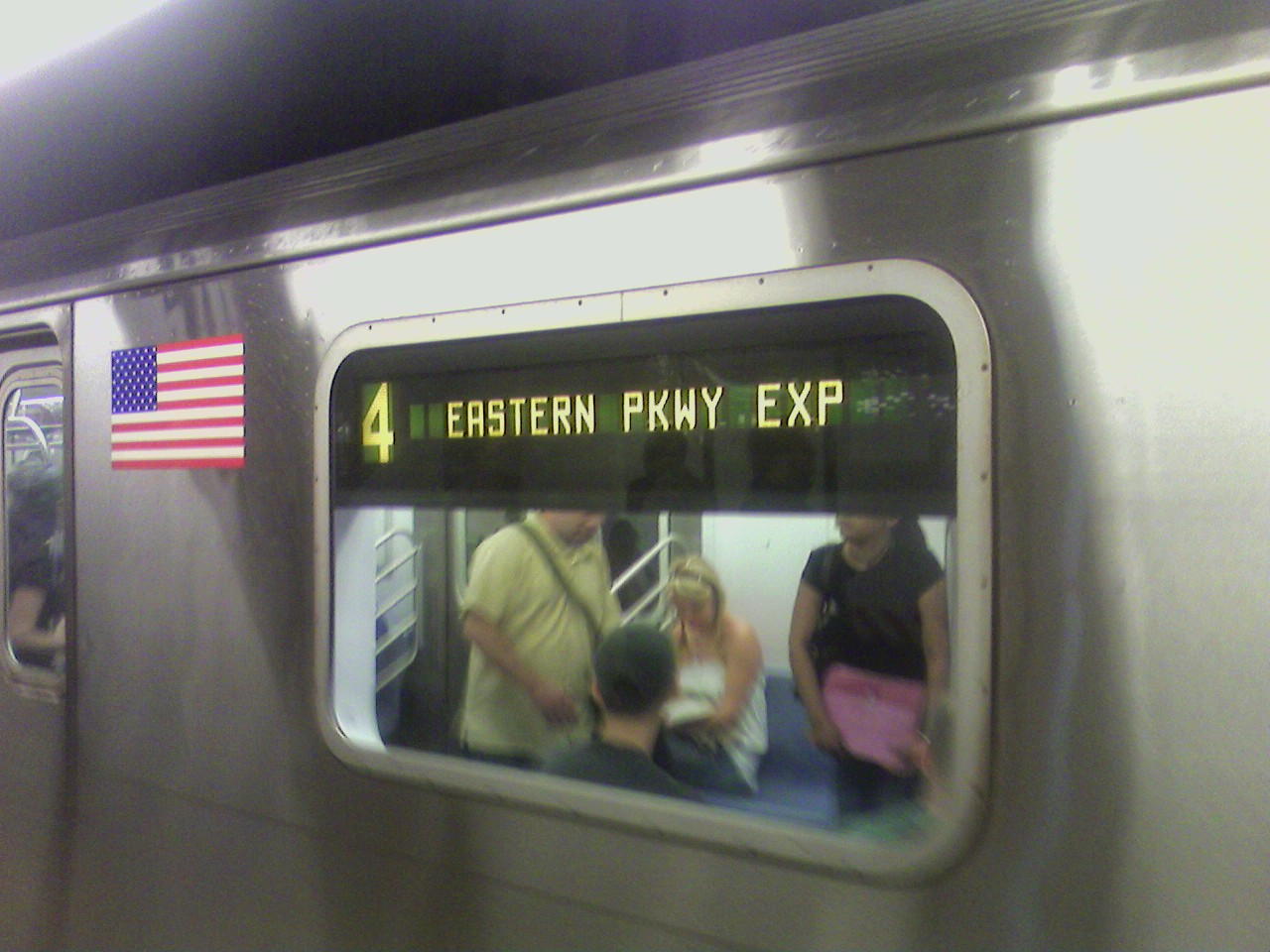
Un panou digital pe partea laterală a unui vagon model R142

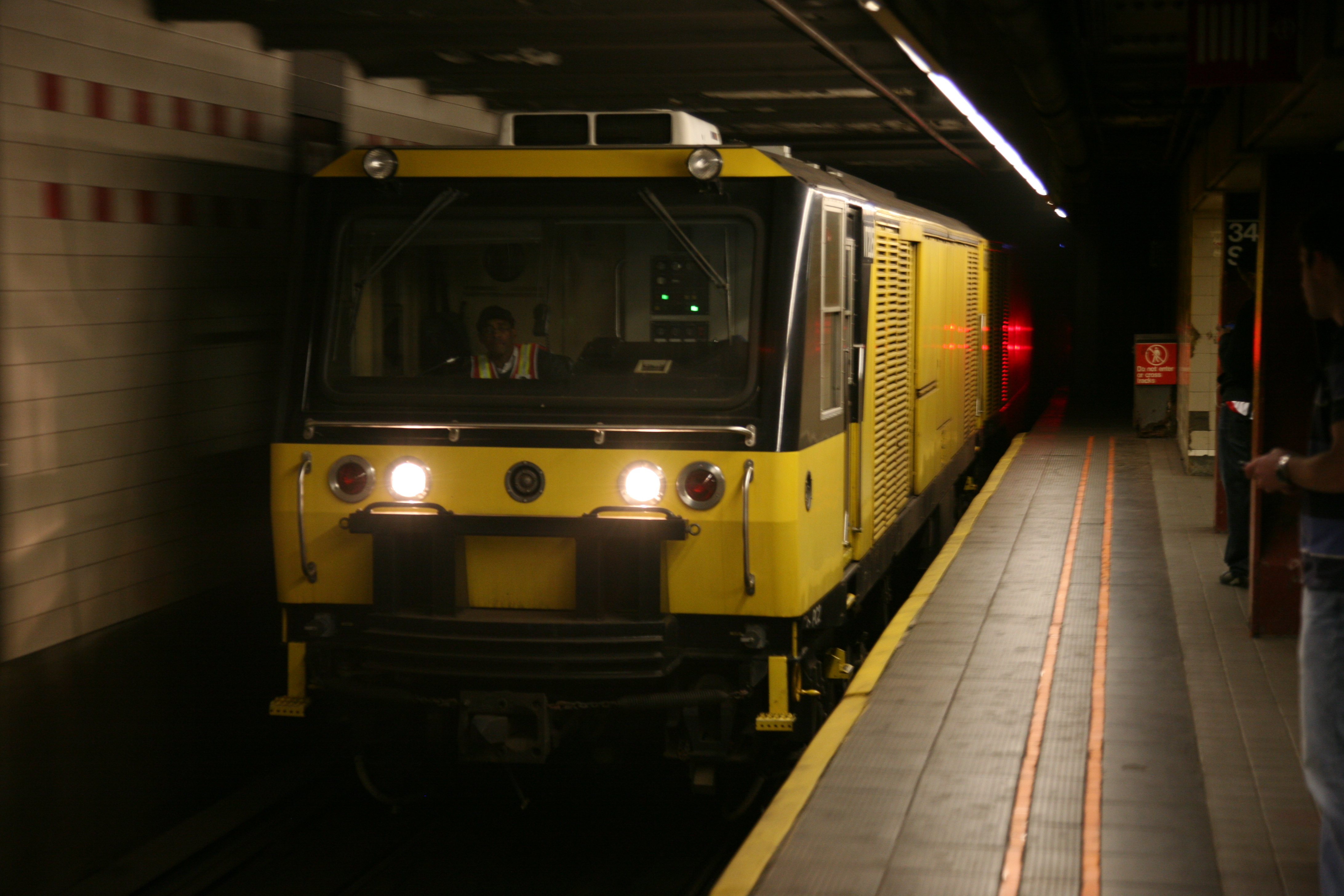
Un "tren aspirator" model Vaktrak

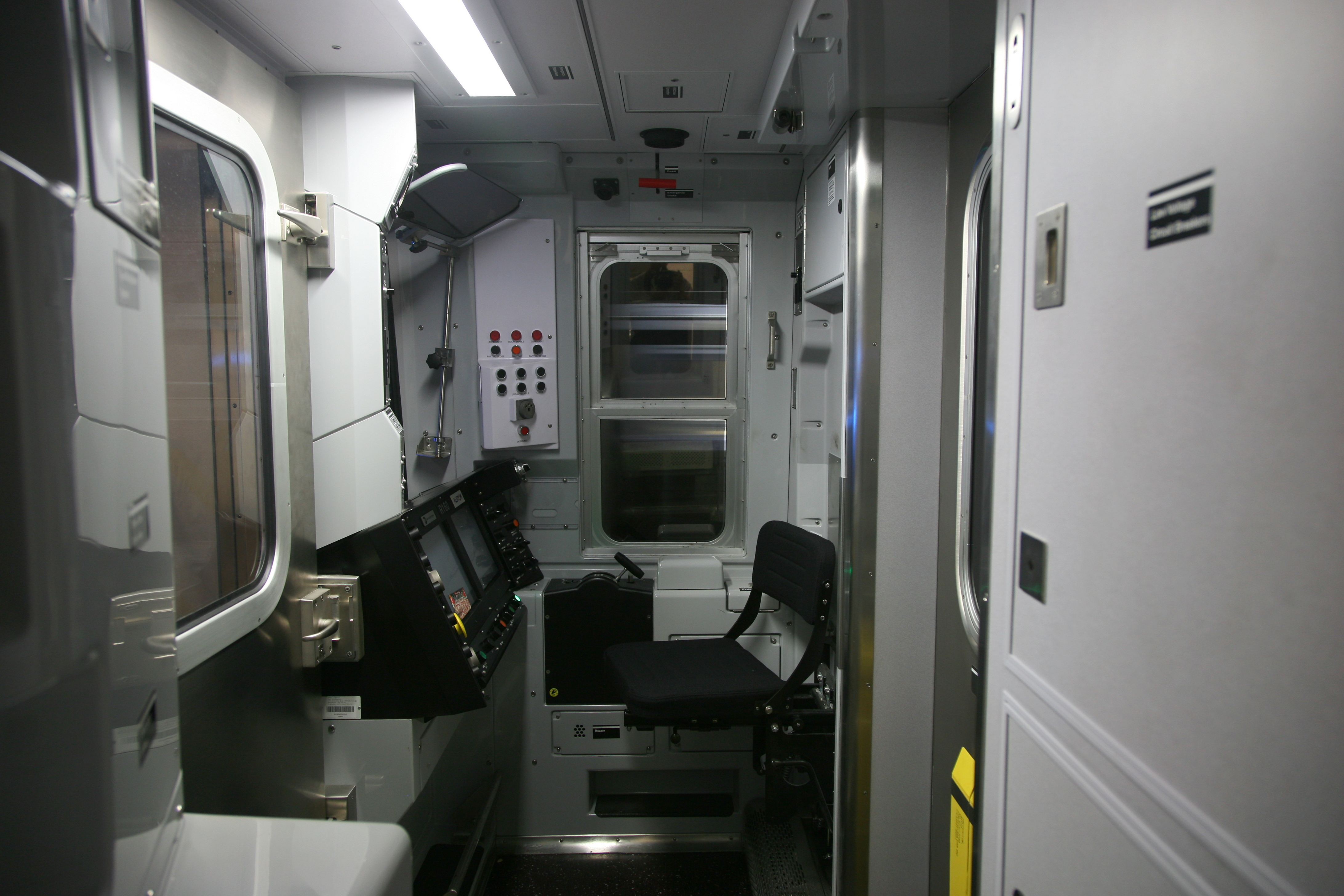
Cabina mecanicului dintr-un vagon model R160B

În aprilie 2010, Metroul din New York City avea 6442 de vagoane. Un tren obișnuit pentru metroul new-yorkez este format din 8, până la 11 vagoane, deși cursele navetă pot avea numai câteva, chiar numai două vagoane, iar garnitura poate avea o lungime de la 46 până la 180 de metri.
Sistemul are două categorii separate de vagoane, una pentru liniile IRT și alta pentru liniile BMT. Echipamentele BMT/IND sunt de aproximativ 3 m lățime și 18,44 sau 23 m lungime, în timp ce echipamentele IRT au aproximativ 2,67 m în lățime și 15,65 m în lungime. Există și o categorie specială de vagoane BMT/IRT care este folosită pentru Departamentul BMT de Est (BMT Eastern Division) care constă în vagoane R42, 4 seturi de vagoane model R143 și 4 seturi de vagoane model R160A. Din cauza problemelor create de curbele strânse, vagoanele lungi de 23 m nu sunt folosite pe căile de rulare ale BMT Eastern Division.
Vagoanele cumpărate de municipalitate de la crearea IND (pentru celelalte departamente începând cu anul 1948) sunt identificate prin litera „R” urmată de un număr care reprezintă numărul contractului în temeiul căruia vagonul a fost cumpărat. Vagoanele cu numere apropiate, ca de exemplu R1-R9, R26-R29, R143-R160B pot fi aproape la fel, deși au fost cumpărate în baza unor contracte diferite și, posibil, au fost construite de fabricanți diferiți.
MTA a introdus vagoane mai noi în timpul ultimelor decenii. Din 1999, modelele R142, R142A, R143, R160A au fost introduse în serviciu. Una din facilitățile noilor vagoane o constituie anunțurile înregistrate și difuzate automat pentru transmiterea informațiilor referitoare la stații, închiderea ușilor și alte asemenea mesaje în locul anunțurilor făcute de mecanic, deși mecanicul încă mai poate să facă anunțuri directe. Înregistrările au început să fie folosite la sfârșitul anilor nouăzeci și au fost încercate la Radio Bloomberg de crainici la cererea angajatorului lor, viitorul primar Michael Bloomberg. Vocile aparțin crainicilor Jessica Gottesman, Charile Pellet și Catherine Cowdery. Cu privire la motivul pentru care unele mesaje conțin voci de bărbați și altele conțin voci de femei, purtătorul de cuvânt al MTA a spus în 2006 că „multe din mesajele care conțin indicații sunt date de voci masculine, în timp ce mesajele care conțin informații sunt date de voci feminine. Deși înregistrările au fost făcute astfel din eroare, am fost norocoși pentru că mulți psihologi sunt de părere că oamenii sunt mai receptivi la ordinele date de bărbați și la informațiile furnizate de femei”
Conform canalului de televiziune NY1, MTA dorește să cumpere încă 340 de vagoane de metrou care vor avea camere de supraveghere instalate în ele. Asemenea vagoane au fost deja folosite pe linia „E” pentru testare. Dacă testele vor avea succes, MTA va înlocui flota actuală care deservește linia „A” până în 2010, iar costul înlocuirii de 750 de milioane de dolari. Totuși, camerele nu vor fi monitorizate în timp real, ci vor fi folosite de forțele de ordine pentru a depista orice activitate infracțională care s-ar putea desfășura în trenuri.

## Tarife

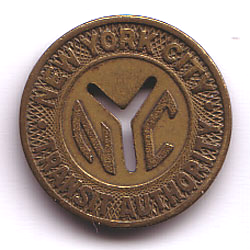
O fisă dintr-o emisiune de la mijlocul secolului trecut

### Fise și monede
De la inaugurarea metroului în 1904 până la sistemul unificat din 1948, prețul pentru o călătorie cu metroul, indiferent de distanță, a fost de 5 cenți. Pe 1 iulie 1948, prețul a crescut cu 10 cenți și de atunci a crescut continuu. Când New York City Transit Authority (Autoritatea Transporturilor din New York City) a fost creată în 1953,  tariful a crescut cu 15 cenți și au fost puse în circulație primele fise. Până la 13 aprilie 2003 călătorii plăteau prețul biletului cu fise cumpărate de la un funcționar din stație. Fisele erau schimbate periodic, pe măsură ce prețurile se schimbau. Cu ocazia celei de-a 75-a aniversări a metroului, în 1979 a fost emisă o fisă specială cu o tăietură în formă de romb și cu două imagini gravate: un vagon din 1904 și un chioșc. Multe asemenea fise au fost cumpărate numai pentru a fi colectate și nu pentru a fi folosite pentru plata călătoriei. Fisele din ultima emisiune aveau o gaură în mijloc, iar după ce au fost retrase, multe au devenit mărgele în bijuterii confecționate manual. Fisele vechi sunt răscumpărate de MTA dacă sunt trimise acestei instituții.

#### Escrocheria cu fise
Odinioară era un mod foarte obișnuit de a înșela călătorii  prin împiedicarea plății folosind hârtie pentru blocarea fantei de fise. Pasagerul punea fisa în aparat, dar poarta rămânea închisă și, frustrat, se ducea la un alt aparat unde introducea o altă fisă. Hoțul de fise scotea fisa sugând fanta aparatului. Această "operațiune" putea fi repetată de mai multe ori dacă poliția nu observa activitatea escrocilor. Adesea angajații metroului au acoperit fantele pentru fise cu săpun pentru a descuraja „sugerea fiselor”.

#### Războiul fiselor cu Connecticut
Au fost câteva controverse la începutul anilor 80 când călătorii întreprinzători au descoperit că fisele cumpărate în Connecticut pentru a fi folosite pe autostrada Connecticut Turnpike aveau aceeași formă și aceeași greutate ca fisele pentru metroul new-yorkez. Cum fisele pentru autostradă costau mai puțin cu o treime, au început să apară cu regularitate în aparatele metroului.  Autoritățile din Connecticut au fost inițial de acord să schimbe dimensiunile fiselor lor, dar problema a rămas nerezolvată până în 1985 când statul Connecticut a renunțat să mai perceapă o taxă pentru autostradă. La acel moment, MTA pierduse 17,5 cenți pentru fiecare din cele 2 milioane de fise emise de Connecticut care au fost adunate în timpul celor 3 ani de „război al fiselor”."

### MetroCard
În 1994, la metrou a fost introdus un sistem numit „MetroCard” (cardul de metrou) care le permite călătorilor să stocheze pe acesta valoarea plătită la un chioșc din stație sau la un automat. Sistemul a fost îmbunătățit în 1997 prin permisiunea care li s-a acordat pasagerilor să plătească o singură dată pentru metrou și autobuz în situația în care călătoria cu autobuzul începe în mai puțin de două ore; au fost adăugate și câteva altfel de carduri care permiteau transferul între liniile de metrou. O dată cu introducerea cardurilor care permiteau un număr nelimitat de călătorii (carduri pentru 7 zile și carduri pentru 30 de zile, iar mai târziu caruri pentru 1 zi și pentru 14 zile), sistemul de transport în comun din New York a fost ultimul sistem de acest fel din Statele Unite care a introdus călătoriile nelimitate ca număr cu metroul și cu autobuzul. Fisele au fost scoase din circulație în anul 2003. Pe 4 mai în același an, MTA a mărit tariful de bază la 2 dolari în ciuda protestelor călătorilor. Pe 28 iunie 2009, tariful de bază a fost mărit din nou, la 2,25 dolari, ca primă etapă a unei majorări în două faze. Pe 28 iulie 2010, decizia de mărire a prețurilor pentru cartele a fost dezvăluită într-o ședință a MTA. Prețul pentru cartela de 7 zile va crește de la 27 la 28 de dolari, cu o limită de 22 de călătorii. Cardurile valabile 7 zile cu un număr nelimitat de călătorii vor costa 29 de dolari. Pentru un card de 30 de zile vor exista două opțiuni: prima este aceea că prețul unui card valabil 30 de zile cu un număr de 90 de călătorii va fi de 99 de dolari, iar un card valabil 30 de zile cu un număr nelimitat de călătorii va costa 104 dolari. Oricum, dacă experimentul MasterCard PayPass/Visa PayWave care se termină pe 30.11.2010 va fi un succes, atunci chiar MetroCard-ul însuși va fi înlocuit de aceste sisteme.

## Planuri de renovare și de extindere
Planurile actuale de extindere cuprind linia Second Avenue din Manhattan, Extensia 7 a metroului tot din Manhattan și Centrul de transfer Fulton Street. Construcția Terminalului de feribot din sud a fost terminată în mai 2009.

### Operațiuni
Legile în curs de adoptare vor uni operațiunile desfășurate de MTA cu privire la sistemul de transport în comun din New York City cu căile ferate din districtul Staten Island pentru a forma o singură entitate care se va numi MTA Subway. Căile ferate din districtul Staten Island au în dotare vagoane R44 ce rulează pe linii complet separate  care nu sunt considerate o parte a metroului de care sunt conectate numai prin intermediul feribotului. Sistemul de transport cu feribotul este, de asemenea, operat de municipalitate. La începutul secolului al XXI-lea, au fost revitalizate planurile pentru construirea metroului Second Avenue. Construcția acestei linii fusese plănuită încă de la începutul anilor 1920, însă a fost amânată de mai multe ori de atunci. Construcția a început în anii 1970, dar s-a întrerupt din cauza problemelor financiare ale municipalității. Câteva porțiuni mici au rămas intacte în Chinatown, East Village și Upper East Side, dar sunt destul de scurte și astfel au rămas nefolosite.

### Stații
În august 2006 MTA a anunțat că toate viitoarele stații, inclusiv cele construite pentru Second Avenue Subway, extinderea liniei Flushing și stația South Ferry vor avea peroane dotate cu aer condiționat.

### Tehnologie

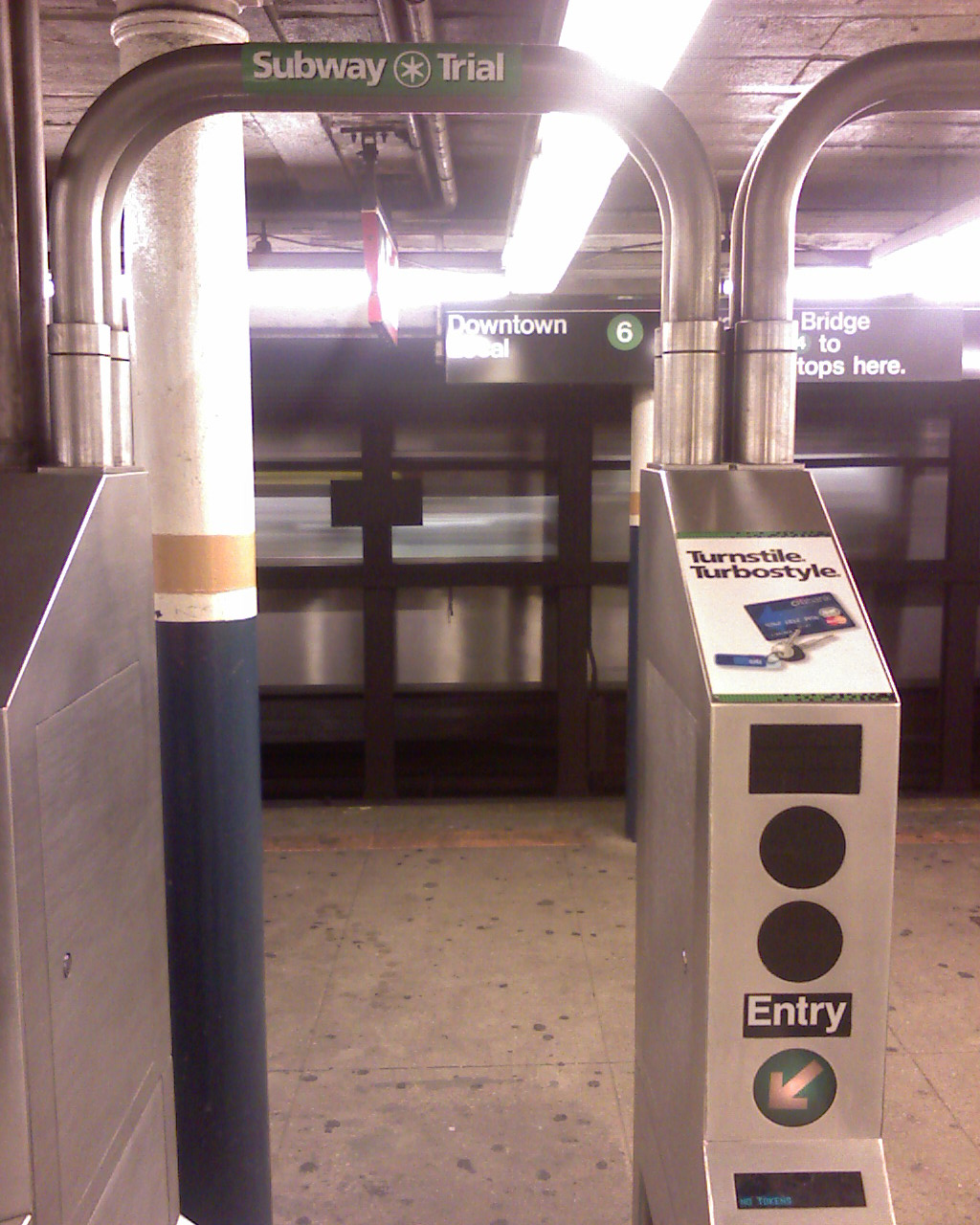
Experimentul RFID pe linia Lexington Avenue

#### Orarul trenurilor
În anul 2003 MTA a semnat un contract în valoare de 160 de milioane de dolari cu Siemens AG pentru a instala panouri digitale de afișare a orarului trenurilor. Aceste panouri urmau să diferite de panourile cu LED-uri care arată data și ora, fiind de fapt monitoare plate pe care se poate urmări inclusiv poziția trenului pe drumul spre stație. Oricum, au apărut multe discuții în legătură cu programele informatice folosite de Siemens, astfel că MTA a încetat să mai plătească în 2006. MTA a amenințat că va abandona proiectul, dar câteva luni mai târziu Siemens a anunțat că a rezolvat problemele. Schimbarea panourilor a început la sfârșitul anului 2007  și a continuat în anii următori.

#### Experimentele PayPass și PayWave
MTA a semnat o înțelegere cu Master Card abia în anul 2006 pentru a testa noul sistem de plată cu cardul care folosește metoda de identificare RFID. Clienții trebuie să se înregistreze mai întâi pe un website al MasterCard și trebuie să folosească un card de credit sau de debit de tipul MasterCard PayPass pentru a participa la proiect.
Având în vedere succesul înregistrat de experimentul anterior, un alt experiment a început în luna iunie 2010, incluzând și cardurile de credit sau de debit cu sistemul PayWave creat de VISA. Acest proiect urmează să dureze 6 luni, iar numărul stațiilor în care astfel de plăți pot fi făcute a fost extins.

#### Automatizare
La mijlocul anilor 2000, MTA a început procesul de automatizare a metroului. Începând cu trenurile de pe linia BMT Canarsie și de pe linia IRT Flushing MTA a planificat să extindă folosirea sistemelor automate de conducere a trenurilor folosind diverse aplicații informatice, una dintre acestea fiind creată de Siemens AG. Dezvoltarea ulterioară a programului, pentru alte trenuri, va costa în jur de 1,4 milioane de dolari.(p. 15–16)

## Probleme de securitate
Infracțiunile, accidentele de tren, sinuciderile și amenințările teroriste au efecte asupra sistemului de transport cu metroul.

### Accidente de tren
Cel puțin 55 de accidente de tren au fost înregistrate începând cu anul 1918, când un tren care se îndrepta către stația South Ferry a intrat în coliziune cu două trenuri oprite în apropiere de Jackson Avenue în Bronx. Cel mai grav accident, în care și-au pierdut viața 93 de persoane, a avut loc la 1 noiembrie 1918 în apropiere de stația Prospect Park din Brooklyn.

### Siguranța pasagerilor

#### Infracțiuni
Metroul transportă până la 1,5 miliarde de pasageri în fiecare an. Rata criminalității a variat de-a lungul timpului, dar începând cu anii 1990 a început să scadă, iar scăderea continuă și astăzi.
Pentru a stăpâni fenomenul infracțional au fost folosite diverse metode, De exemplu, în anii 1960 primarul Robert F. Wagner a ordonat ca numărul polițiștilor să crească de la 1219 la 3100. În timpul orelor în care se înregistra cel mai mare număr de infracțiuni (de regulă între ora 8 seara și 4 dimineața), acești polițiști trebuia să patruleze prin toate stațiile și prin toate trenurile. Măsura a avut efectul așteptat, rata criminalității a scăzut, iar presa a observat acest lucru.
Totuși, în iulie 1985, Citizens Crime Commission of New York City (Comisia cetățenilor din New York pentru problema infracțiunilor, o organizație non-profit) a publicat un studiu conform căruia mulți călători au renunțat să circule cu metroul din cauza temerii provocate de tâlhăriile frecvente și de circumstanțele proaste, în general.
Pentru a contracara aceste evoluții, unele idei care au apărut în anii 1980 și la începutul anilor 1990 au fost puse în practică.
În acord cu filozofia reparării geamurilor sparte, MTA a început în 1984 un program de 5 ani având ca obiectiv eliminarea desenelor de tip graffiti din trenurile metroului.
În 1989, MTA a solicitat poliției transporturi să-și îndrepte eforturile spre încălcările minore ale normelor legale, ca neplata prețului călătoriei.
În 1993, primarul Rudy Giuliani și șeful poliției Howard Safir au aplicat aceeași strategie în întreg orașul, urmând principiile „zero toleranță” și „calitatea vieții”. Rata criminalității în metrou și în oraș a scăzut ceea ce a făcut ca New York Magazine să declare "Sfârșitul crimei așa cum o cunoaștem" pe coperta ediției din 14 august 1995.
Tendința a continuat și succesorul lui Giuliani, primarul Michael Bloomberg, a declarat în noiembrie 2004 că „Astăzi, metroul este mai sigur decât în orice altă perioadă de când am început să strângem date statistice referitoare la infracțiunile comise la metrou, adică cu aproape 40 de ani în urmă”

#### Sinucideri
O parte din decesele înregistrate la metrou constă în sinucideri comise de persoane care sar în fața trenurilor. Numărul exact al deceselor poduse în acest mod nu este cunoscut întrucât, dacă nu sunt martori sau nu s-a găsit un bilet lăsat de sinucigaș, cauza morții este înregistrată ca necunoscută.
În perioada 1993-2003 au fost înregistrate 343 de sinucideri la metrou din totalul de 7394 înregistrate în întreg orașul (4,6%). Deși numărul total de sinucideri a scăzut, numărul faptelor de acest fel înregistrate la metrou a crescut într-un interval de 13 ani cu 30%.
Câteva din stațiile noi care se vor construi vor fi prevăzute cu uși glisante de-a lungul peroanelor. Aceste uși sunt create atât pentru a îmbunătăți circulația curenților de aer în stații, cât și pentru a preveni căderile accidentale pe linii și sinuciderile.

#### Fotografierea
După atacurile teroriste de la 11 septembrie din New York, într-o ședință din iunie 2004, MTA a propus ca fotografierea și filmarea la metrou să fie interzise.
Totuși, din cauza atitudinii ferme de protest manifestate atât de public cât și de organizațiile pentru drepturile omului, regula a fost abandonată. În noiembrie 2004 reprezentanții MTA au încercat din nou să impună această regulă, dar Consiliul de administrație a refuzat să o accepte.
Cu toate acestea, unii polițiști și lucrători de la metrou au continuat să îi agasesze pe călătorii care făceau fotografii sau filmau.
La 3 aprilie 2009 autoritățile au emis norme noi, conform cărora efectuarea fotografiilor și filmările sunt legale dacă nu sunt însoțite de activități suspecte. Totuși, este interzisă filmarea sau fotografierea în zonele în care accesul publicului nu este permis și nu pot fi folosite lumini, reflectoare sau tripoduri, cu excepția reprezentanților presei cărora li se pot elibera permise speciale pentru asemenea activități.

#### Prevenirea terorismului și identificarea conspirațiilor teroriste
Pe 22 iulie 2005, ca răspuns la atentatele cu bombă din Londra, poliția transporturilor a introdus o nouă regulă conform căreia, în mod aleatoriu, bagajele persoanelor care călătoresc cu metroul vor fi controlate în apropierea porților de intrare la peron. Poliția a susținut că sub nicio formă aceste verificări nu vor urmări controlarea numai a persoanelor de o anumită rasă. Susținerile reprezentanților poliției au fost contestate de anumite grupuri care au afirmat că o căutare pur aleatorie fără nicio formă de verificare a gradului de amenințare va fi ineficientă. „Această politică a poliției de a căuta în bagaje nu are precedent, este nelegală și fără eficiență practică” a spus Donna Liebeman, director executiv al New York Civil Liberties Union (organizație pentru apărarea drepturilor civile). „Este esențial ca poliția să fie agresivă pentru a menține siguranța transportului în comun. Dar temerile noastre reale cu privire la terorism nu justifică acțiunea poliției (NYPD) de a supune milioane de oameni nevinovați la căutări care nu se întemeiază pe suspiciuni reale și care nu sunt apte să identifice nicio persoană implicată în activități teroriste și despre care se poate crede că nu vor avea un efect determinant asupra activităților teroriste”. Căutările au fost susținute de Curtea de Apel competentă în cauza „MacWade contra Kelly”.
Najibullah Zazi și alți presupuși complici au fost arestați în septembrie 2009 fiind suspectați că au făcut parte dintr-un complot al al-Qaida referitor la plasarea  de către sinucigași a unor bombe în metrou în timpul orelor de vârf. Najibullah Zazi și-a recunoscut vinovăția.

## Provocări

### Reducerile de buget din anii 2009-2010

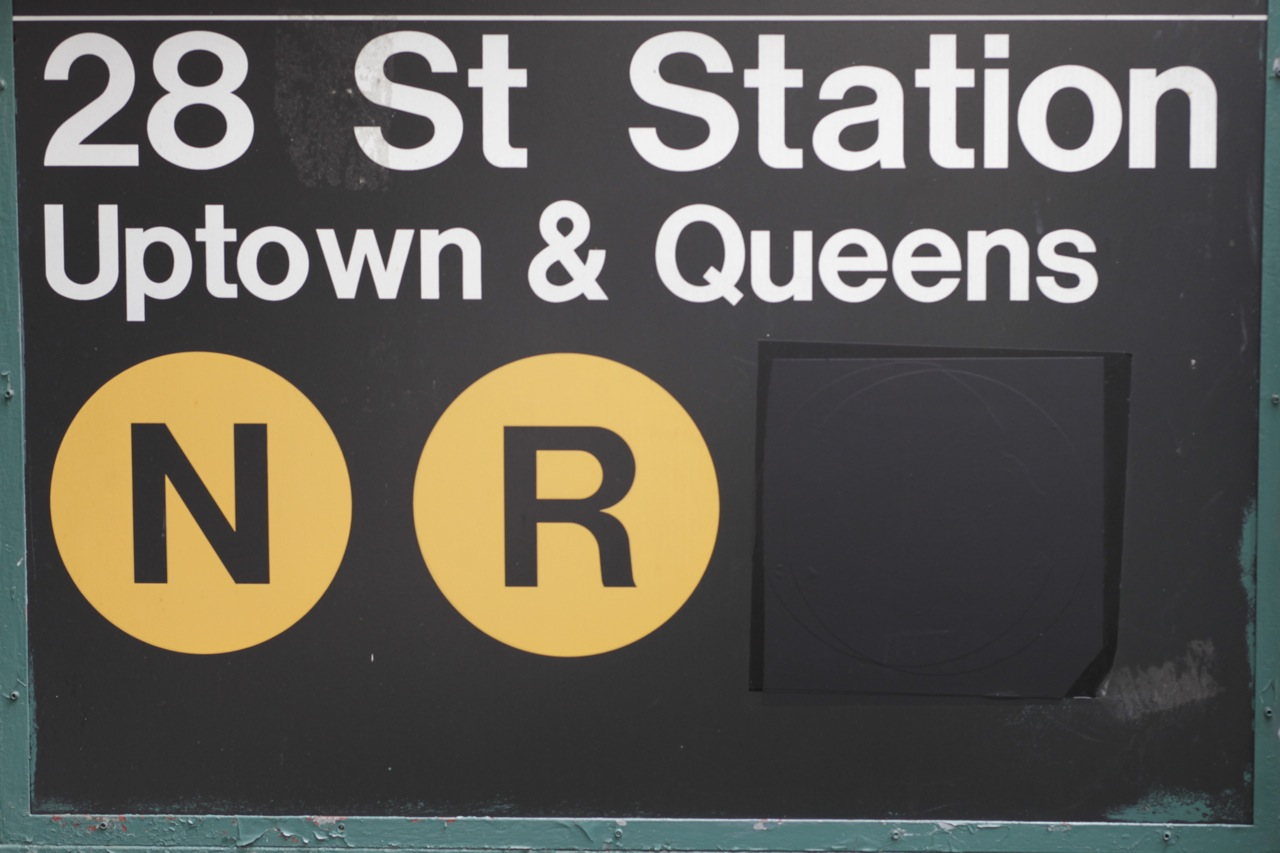
Staţia 28th Street după ce trenurile „W” au fost anulate la mijlocul anului 2010

MTA s-a confruntat cu un deficit bugetar în 2009, reducerea fiind prevăzută să fie de 1,1 miliarde de dolari. Creșterea prețurilor și reducerea serviciilor au fost măsuri destinate pentru a reduce deficitul. MTA a planificat să elimine MetroCard-urile pentru studenți cerându-le acestora să plătească jumătate din costul călătoriei în 2010, apoi să elimine aceste facilități.

#### Reduceri de servicii
În ianuarie 2010, MTA a propus un plan complex de măsuri de reducere a rutelor operate de trenurile sale, prin eliminarea unor trenuri și modificarea itinerarului pentru altele. 
Aceste măsuri au fost aplicate începând cu data de 28 iunie 2010.

### Constrângeri

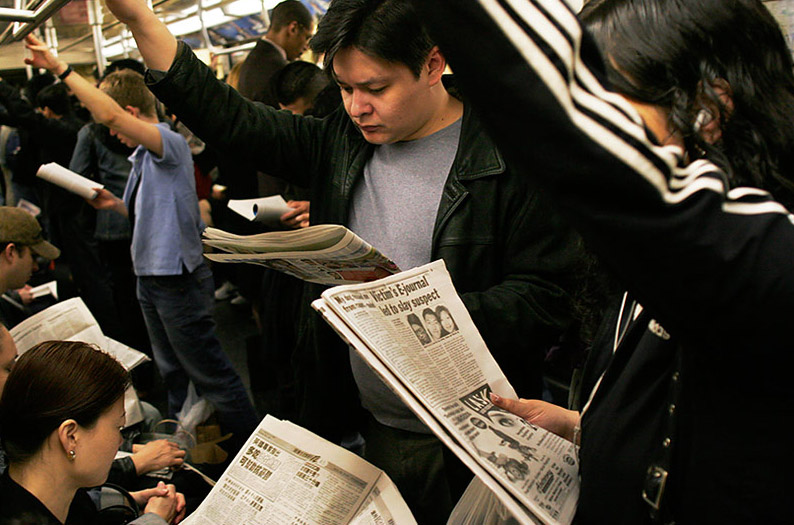
Interiorul unui tren „F” la orele de vârf de dimineaţă

Câteva linii de cale ferată subterană au atins limita maximă a operațiunilor raportată la frecvența a trenurilor și la numărul de pasageri transportați. Toate liniile Diviziei A, cu excepția uneia, și toate trenurile E și L sunt la capacitate. Aglomerația de pe linia Lexington Avenue depășește capacitatea proiectată a trenurilor.
Noua linie care se află în construcție va începe să reducă presiunea suportată de Lexington Avenue atunci când primul său segment va deveni operațional în 2010, dar o asemenea relaxare nu este prevăzută pentru alte linii foarte aglomerate. Întrucât construirea unor noi linii de metrou cere ani pentru proiectare și pentru executarea construcției, autoritățile nu pot decât să încurajeze creșterea capacității de transport a liniilor de autobuze pentru a acoperi traseele scurte, până când noul sistem informatic de urmărire a traficului va fi capabil să programeze trenurile să ajungă mai des în stații.

### Inundații
Circulația metroului este deseori întreruptă de inundațiile provocate atât de ploile mari, cât și de ploile neimportante. Apa poate să strice semnalele luminoase din subteran și, uneori, obligă la închiderea liniei electrificate. Începând cu anul 1992, o sumă de 357 de milioane de dolari a fost cheltuită pentru a îmbunătăți cele 269 de sisteme de pompare a apei. În august 2007, o altă sumă de 115 milioane de dolari a fost alocată pentru a moderniza ultimele 18 sisteme de pompare. Proiectul va fi terminat în 2010. În ciuda acestor remedieri, sistemul continuă să aibă probleme cu inundațiile.

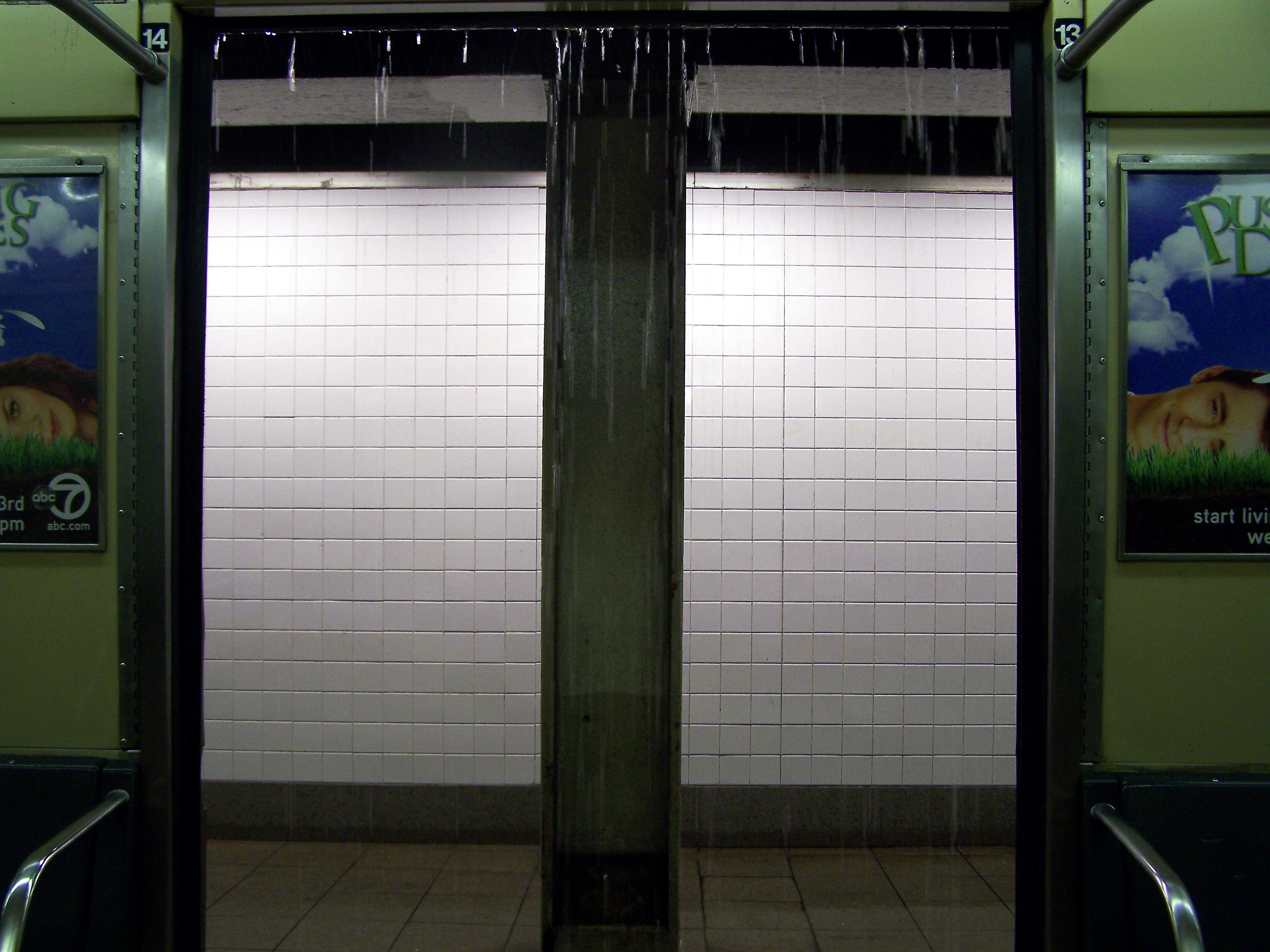
Apa de ploaie din ţevile de drenaj curge în cabina unui lift

Pe 8 august 2007, când o ploaie de mai mult de 76 mm de apă pe oră a căzut în New York, metroul a fost inundat, ceea ce a dus la afectarea tuturor rutelor, unele trasee au fost anulate, altele au fost doar perturbate și chiar oprite în mijlocul orelor de vârf de dimineață (un incident de aceeași amploare a avut loc în 2004). Acesta a fost al treilea incident din același an când ploaia a perturbat circulația metroului. Sistemul a fost afectat pentru că pompele și sistemul de drenaj pot face față numai la o cădere de apă de cel mult 44 mm pe oră; severitatea incidentului a fost agravată și de avertizările insuficiente cu privire la violența ploii. (p. 10)
În plus, ca parte a unui proiect de 130 de milioane de dolari care va dura 18 luni, MTA a început să instaleze grătare noi pentru sistemele de colectare a apei de ploaie, în scopul de a preveni curgerea apei în spațiile metroului. Aceste structuri metalice, proiectate cu ajutorul unor arhitecți și gândite ca opere de artă, vor fi așezate peste grătarele deja existente, dar cu o prelungire de 76–100 mm, pentru a preveni ca gunoaiele și ploaia să inunde metroul. Formele acestor construcții vor fi diferite pentru fiecare cartier.

### Gunoi și rozătoare
Acumularea gunoiului este o problemă permanentă a metroului. În anii 1970, trenurile și peroanele murdare, precum și desenele erau o problemă importantă. Această situație s-a îmbunătățit de atunci, dar criza bugetară din 2010 a amenințat să reducă posibilitățile de eliminare a gunoiului din spațiile metroului.
Metroul din New York City este infestat de șobolani care pot fi văzuți uneori pe peroane. De cele mai multe ori pot fi văzuți căutând prin gunoaiele aruncate între șine. Sunt considerați o amenințare pentru sănătate.
Eforturile care au durat decenii la rând pentru a elimina sau măcar a reduce populația de șobolani au rămas fără succes. În martie 2009, autoritățile au anunțat o serie de schimbări de strategie care includ folosirea unor formule noi pentru otrăvuri și capcane experimentale.

## Relații cu publicul
Conducerile autorităților implicate în transportul public au organizat numeroase evenimente pentru promovarea sistemului de transport în comun.

#### Miss Metrou
Din 1941 până în 1976, autoritățile de transport au sponsorizat organizarea concursului de frumusețe Miss Metrou în scopuri publicitare. În muzicalul „On the Town”, personajul Miss Turnichet are ca sursă de inspirație campania Miss Metrou. Într-o scenă a muzicalului, trei marinari iau un tren în centrul orașului, în stația Times Square.
Campania a fost reluată în anul 2004, pentru un an, concursul fiind o parte a evenimentelor organizate pentru a sărbători 100 de ani de existență.

#### „Subway Series”
„Subway Series” (Seria metrou) este denumirea dată oricărei serii de meciuri de baseball între echipele din New York. Explicația denumirii este aceea că oricare dintre echipele competitoare poate călători pentru a juca numai cu metroul, pe lângă faptul că liniile metroului sunt lângă stadioane sau sunt vizibile din zona stadionului. Această denumire are o istorie lungă, fiind folosită încă din anii 1940 și 1950 pentru meciurile care se jucau între echipele Brooklyn Dodgers sau New York Giants și New York Yankees. Astăzi termenul este folosit pentru a descrie rivalitatea dintre Yankees și New York Mets.

## Simulatorul
MTA are un simulator folosit de angajați pentru a exersa pe linia Lexington Avenue. Li se cere angajaților să folosească simulatorul o dată la trei ani. În timpul angajării de probă angajații trebuie să folosească simulatorul de 4 ori.
Câteva jocuri sau aplicații care simulează metroul din New York City pot fi downloadate de la Trainz și de la Microsoft Train Simulator. La BVE Trainsim și la openBVE pot fi găsite câteva simulări ale unor trasee.